# Microsoft Edge
Microsoft Edge（研发代号为Project Spartan）中文名称：微软Edge，是由微软研发的浏览器，於2015年1月21日公布，同年3月30日公开发布第一个预览版。该浏览器在Windows 10和Windows 10 Mobile中取代了Internet Explorer成为預設浏览器。
Microsoft Edge移除了ActiveX等過時且較不安全的技术，同时又加入一些新的技術，例如：建立網頁筆記、閱讀模式、集錦、側邊標籤、快速截圖、語音朗讀助理和OneDrive，同时也提供网页标记功能。
2018年12月6日，微软宣布新版Microsoft Edge将基於Chromium，并計劃支持所有受支援的Windows和macOS版本。Microsoft Edge的測試版分为了Beta、Dev和Canary版本。
新版Microsoft Edge正式版於2020年1月15日釋出，其採用了Chromium作為核心，卻也少了一些原先功能如網頁筆記，等待追加。下載版雖然沒有嵌入Windows系统，但隨Windows Update置換的版本依然不能解除安裝。Edge在Windows 7和8/8.1上支援到2023年初。

## 特色

### EdgeHTML内核（旧版）
舊版Microsoft Edge在Windows 10 Mobile、Windows 10桌面版和Xbox One遊戲主機中取代了Internet Explorer Mobile和Internet Explorer 11成为預設瀏覽器。舊版Microsoft Edge使用了EdgeHTML排版引擎，该引擎是Trident的分支。因應企业用户对向后兼容的要求，Edge可以轉用MSHTML作為引擎來打開網頁。
該瀏覽器集成了Adobe Flash Player、PDF閱讀器和asm.js支援。
Microsoft Edge并不支持ActiveX和浏览器辅助对象等技术，而是使用了插件系统。由於存在ActiveX等技術的兼容问题，Windows 10仍然保留了Internet Explorer 11，它和Windows 8.1中的IE完全相同，并没有使用EdgeHTML引擎。
Microsoft Edge還整合了微软的一些其它项目，例如，用戶可以利用Microsoft Cortana语音控制瀏覽器，進行动态、个性化的搜索。用户可以在网页中标记內容，並存储在OneDrive。Microsoft Edge还有“阅读列表”功能，可以在不同设备之间同步阅读的内容，并提供了“阅读模式”移除网页的多余内容，提高可读性。

### Chromium内核（新版）
2020年1月，微软正式推出Chromium内核的新版Edge浏览器，它仍然是Windows平台的预设浏览器。
新版Edge浏览器支持Windows 10/11、Windows Server 2008 R2及以上系统、Android、iOS、macOS（在iOS上仍然调用Safari内核）。
在Windows上，新版Edge支持PDF阅读、沉浸式阅读等功能，并在后续更新中添加了标签预览、垂直标签栏、密码检测、儿童模式等新功能；不过，也有一些在新版Edge发布时仍然支持的功能，因为技术迭代或安全性原因，在后续更新中被移除，例如Adobe Flash Player和FTP传输协议等。
因为使用了Chromium内核，新版Edge兼容所有以Chromium标准开发的浏览器扩展，用户甚至可以访问Chrome扩展商店并直接安装各类扩展插件。
微软使用自己的Microsoft账户系统替代谷歌账户，作为新版Edge的在线账户，因此新版Edge也支持收藏夹、密码同步等各种跨平台功能。
與Chrome類似，Edge也内置了一款“斷網”小游戏，當用戶在沒有網絡連結的狀態下打開瀏覽器時，會自動跳轉到surf小遊戲頁面。此外，用戶也可以通过在Edge的地址栏输入edge://surf直接进入該頁面。
微软计划在Windows中完全淘汰Internet Explorer后，为Edge添加“IE模式”，该模式允许用户在Edge内使用IE内核重新加载网页。在当前发布的Windows 11中已经彻底删除Internet Explorer，而Edge的“IE模式”已经可以使用。

## 发展过程

Spartan时期Edge的Logo

2015年至2019年Edge的Logo

### 舊版 Microsoft Edge (2014–2021)
2014年12月，ZDNet的科技作家Mary Jo Foley報導，微軟正在為Windows 10開發一款代號為Spartan的新網頁瀏覽器。她說Spartan將被視為一個與Internet Explorer分開的新產品，但微軟仍會保留Internet Explorer 11以確保舊版網站的相容性。
2015年1月初，The Verge從微軟內部人士處獲得了更多關於Spartan的細節，包括報導稱它將取代Windows 10桌面版和手機版上的Internet Explorer。微軟在2015年1月21日舉行的一場以Windows 10為主題的演講中正式推出了Spartan。微軟表示，Spartan與Internet Explorer是兩個不同的產品，但還沒有公佈它的正式名稱。
Spartan是在2015年3月30日推出的Windows 10技術預覽版10049中首次作為預設瀏覽器亮相。Spartan採用了一種新的引擎，該引擎原本是Internet Explorer 11的一部分，適用於Windows 10。後來微軟最終宣布，Internet Explorer將不會再使用Spartan引擎，並且在Windows 10上被棄用。。
2015年4月29日，在微軟Build 2015開發者大會Conference的主題演講中，微軟正式公佈Spartan的名稱為Microsoft Edge。該瀏覽器的標誌和品牌設計是為了與Internet Explorer的品牌保持連續性。在Build 2015之後推出的版本仍然沿用Project Spartan的品牌。2015年6月25日，微軟為Windows 10 Mobile推出了19.10149版本，其中包含了新的品牌。2015年6月28日，桌面版跟進了20.10158版本，也更新了品牌。2015年7月15日，微軟發布了20.10240版本作為給Insiders的最終發行版。同一版本在2015年7月29日向消費者發佈。
2015年8月12日，微軟開始了Microsoft Edge的下一代預覽計劃。他們先向移動用戶發布了20.10512版本，6天後又向桌面用戶發布了20.10525版本。該預覽隨後收到了多次更新。2015年11月5日，微軟發布了25.10586版本，作為Edge第二次公開發行的桌面版最終版本。2015年11月12日，該更新作為新Xbox體驗更新的一部分，推送給了桌面用戶和Xbox One用戶。2015年11月18日，該更新適用於Windows 10 Mobile。最後，在2015年11月19日，該更新也作為Windows Server 2016技術預覽版4的一部分提供。
2017年11月，微軟推出了適用於Android和iOS的Microsoft Edge行動版。這些應用程式可以與Windows 10 PC上的桌面版整合和同步。由於平台限制和其他因素，這些行動版沒有使用與桌面版相同的排版引擎，而是採用作業系統原生的WebKit為基礎的引擎。
2018年4月，Microsoft Edge新增了標籤音訊靜音的功能，在2018年6月，Microsoft Edge 在 Windows Insider 版本中加入了對 Web Authentication 規範的支援，可以使用 Windows Hello 和外部安全權杖進行身份驗證。
Microsoft 在 2021 年3月9日停止支援舊版 Microsoft Edge 。在 2021年4月13日，Microsoft 發佈了一個累積每月安全更新，用新版 Microsoft Edge 取代了舊版 Microsoft Edge。

### 新版 Microsoft Edge (2018–至今)
新版 Microsoft Edge 的代號是「Anaheim」，微軟在2018年12月6日宣布，它將採用 Chromium 的原始碼作為基礎，使用和 Google Chrome 一樣的瀏覽器引擎，並加入了微軟自己開發的一些改進功能。微軟還表示，它將推出適用於 Windows 7、Windows 8 和 macOS 的 Microsoft Edge 版本，並且所有版本都將更加頻繁地更新。根據微軟高層 Joe Belfiore 的說法，這一變化是在 2017 年 CEO Satya Nadella要求團隊提升產品品質，並建議用一個開源的引擎替換其自有的排版引擎之後做出的。
2019年4月8日，新版 Edge 的 Windows 版本開始向公眾提供。2019年5月20日，新版 Edge 的 macOS 版本也隨之發布，這是微軟的瀏覽器時隔 13 年再次登陸 Mac 平台。微軟的瀏覽器上一次出現在 Mac 平台是 Microsoft Internet Explorer for Mac，該瀏覽器已於 2006 年 1 月終止支援。
2019年6月18日，一位Edge開發人員在Reddit上發表了一篇IAmA文章，表示未來有可能開發Linux版本，但目前開發還沒有開始。2019年6月19日，微軟開始讓Windows 7和Windows 8的用戶測試Edge。2019年8月20日，微軟發布了Edge的第一個測試版，適用於Windows 7、Windows 8、Windows 10和macOS。同月，Edge也取消了對EPUB文件格式的支持。在Microsoft Ignite上，微軟發布了更新後的Edge logo。
2020年1月15日，微軟正式推出內核更改為Chromium的新版Edge，拋棄以往的EdgeHTML。也修改了標誌，從原本Metro風格的“藍色平面標誌”改成遵循Fluent風格“藍綠色漸層標誌”，並且增設了IE模式，逐步推送給Windows 10用戶，新版Edge也通過Windows Update推送給Windows 7和8.1的用戶。
2020年8月，微軟宣佈Microsoft 365各項服務將陸續終止支援IE。Microsoft Teams網頁版在2020年11月結束支援IE，Office 365、OneDrive及Outlook等服務則預計在2021年8月17日終止支援IE。同時，微軟也提醒企業盡快做好準備，將基於IE的老舊服務遷往Microsoft Edge，強調至少在2029年以前，Microsoft Edge都會提供IE相容模式。
2020年9月22日，微軟宣布將於2020年10月推出Edge for Linux的測試版。這是繼2019年11月宣布將開發Linux版本，並在2020年5月確認Linux版本正在開發之後的消息。Linux的第一個預覽版本於2020年10月20日發布。
2021年3月起，微软开始通过向Windows 10用户以推送更新的方式移除EdgeHTML版Edge浏览器。
新版Edge在Windows 7/8.x上的完整支持原定於2022年1月15日結束，但後來延長至2023年1月15日。Windows 7/8.x上的最後一個Edge版本是109.0版。
2022年4月29日，微軟宣布Microsoft Edge集成內置VPN，與Chrome和Firefox在隱私方面保持一致。集成的Edge VPN將提供免費版本，數據傳輸量限制為1 GB。

## 性能
EdgeHTML引擎在早期的基準測試中表現出色，在Windows 10 Build 10049推出的Edge測試版中，由於採用了新版Chakra，其JavaScript性能比使用舊板Chakra和Trident 7的IE11有着顯著提升，與Google Chrome 41和Mozilla Firefox 37不相上下。在SunSpider基準測試中，Edge超越了其他瀏覽器，而在其他基準測試中，它的運行速度稍遜於Google Chrome、Mozilla Firefox和Opera。
後來在的基準測試顯示，10122版本的Edge相比IE11和10049版本的Edge有着明顯的性能提升。根據微軟的基準測試結果，這個版本的Edge在Google的Octane 2.0和Apple的Jetstream基準測試中都優於Chrome和Firefox。
2015年7月，Edge在HTML5test上得分為377分（滿分555分）。相比之下，Chrome 44和Firefox 42分別得分479和434，而Internet Explorer 11得分312。
2015年8月，微軟向內部人員發布了Windows 10 Build 10532，其中包含了Edge 21.10532.0。這個測試版在HTML5test上得分為445分（滿分555分）。
2016年7月，隨著Windows 10 Build 14390向內部人員發布，開發版本的瀏覽器在HTML5測試得分為460分（滿分555分）。同期的Chrome 51得分497，Firefox 47得分456，Safari 9.1得分370。
然而在实际使用中，使用EdgeHTML的Edge浏览器仍然不稳定，其突然崩潰、无回应甚至无故断線的问题遭到用户诟病，且其更新、修复的速度远远赶不上快速迭代的Chrome等浏览器，导致其市场佔有率长期低下。最终，微软于2018年12月决定讓Edge放棄EdgeHTML，改為使用Chromium。
新版Edge不仅繼承了Chromium的良好稳定、兼容性，同时大幅增加了浏览器的更新速度，使得其獲得新功能和修复都比IE以及旧版 Edge更快，更有着与Microsoft系统深度绑定的优势。
整体来说，基於Chromium的Edge比它的上一代更受市场认可，其市佔率逐步提升。

### 節能效率
2016年6月，微軟發布了基準測試結果，證明了Edge在與其他主流網頁瀏覽器相比具有卓越的節能效率。結果顯示了微軟在瀏覽器領域的創新和領先地位，也為用戶提供了更長的電池使用時間和更低的能源消耗。Opera質疑結果的準確性，並提供了他們自行測試的結果，其中Opera排名第一。PC World的獨立測試證實了微軟的結果。然而，Linus Sebastian在2017年6月的測試卻顯示，當時Chrome的電池性能最好。

## 安全问题
Edge曾經使用白名单策略允许部分网站绕过其安全功能播级Flash Video影片，在2018年2月前，白名单包括58个条目。其中有微软主站及子站域名、MSN、Deezer、雅虎等。在Google的安全研究人员报告其机制存在漏洞后，白名单中的条目数量减少到僅两个：facebook.com和apps.facebook.com。

## 外部連結
- 官方网站（英文）（繁體中文）（简体中文）
- edge測試版（英文）（繁體中文）（简体中文）
- edge外掛程式（英文）（繁體中文）（简体中文）
- 官方部落格
- GitHub上的Microsoft Edge

### 社交媒體
- Microsoft Edge的X（前Twitter）（英文）
- Microsoft Edge Dev的X（前Twitter）（英文）
- Microsoft Edge的Facebook專頁（英文）
- 微软Edge浏览器的新浪微博（简体中文）